# Munhwa Broadcasting Corporation
Munhwa Broadcasting Corporation (MBC; hangul: 문화방송주식회사; hanja: 文化放送株式會社; rr: Munhwa Bangsong Jusikhoesa; literalmente em português:  Corporação de Radiodifusão Cultural ou Corporação de Radiodifusão Munhwa) é uma das principais empresas de rede de rádio e televisão da Coreia do Sul. Munhwa é a palavra coreana para "cultura". Sua principal estação de televisão terrestre é a MBC TV canal 11 para digital.
Fundada em 2 de dezembro de 1961, a MBC é uma emissora terrestre na Coreia que possui uma rede nacional de 17 estações regionais. Apesar de operar com publicidade, a MBC é uma emissora pública, já que seu maior acionista é uma organização pública, The Foundation of Broadcast Culture. Hoje, é um grupo multimídia com um canal de televisão terrestre, três canais de rádio, cinco canais a cabo, cinco canais por satélite e quatro canais DMB.
Está sediada em Digital Media City (DMC), em Mapo-gu, Seul e possui as maiores instalações de produção de transmissão na Coreia, incluindo o centro de produção digital Dream Center em Ilsan, conjuntos internos e externos em Yongin Daejanggeum Park.

## História

### Era do rádio (1961-1968)
Lançando o primeiro sinal de transmissão de rádio (indicativo de chamada: HLKV, frequência: 900 kHz, saída: 10 kW) de Seul, a MBC começou como a primeira emissora comercial não governamental na Coreia. Em 12 de abril de 1963, obteve uma licença do governo para operar estações regionais nas principais cidades (Daegu, Gwangju, Daejeon, Jeonju) na Coreia e estabeleceu uma rede de transmissão que conecta seis cidades, incluindo Seul e Busan.

### Era da televisão negra e branca (1969-1980)
A MBC lançou a transmissão televisiva em 8 de agosto de 1969 (indicativo de chamada: HLAC-TV, saída: 2 kW) e começou a transmitir seu principal programa de notícias, MBC Newsdesk, em 5 de outubro de 1970. Alcançou 7 afiliações comerciais em Ulsan, Jinju, Gangnueng, Chuncheon, Mokpo, Jeju, Masan) entre 1968 e 1969, e iniciou a transmissão de TV em todo o país através de suas 13 estações afiliadas ou regionais. Em 1974, a rádio FM foi lançada, quando a MBC assumiu o controle do The Kyunghyang Shinmun (empresa de jornais diários).

### Era da televisão a cores (1980-1990)
A primeira transmissão televisiva a cores foi iniciada em 22 de dezembro de 1980. O MBC foi separado do Kyunghyang Shinmun de acordo com o Basic Press Act de 1981. Em 1982, mudou-se para a sede de Yeouido e fundou o time de beisebol profissional MBC Cheong-ryong (Blue Dragon). Com a cobertura ao vivo dos Jogos Asiáticos de Seul em 1986 e dos Jogos Olímpicos de Seul em 1988, a MBC fez um grande avanço em escala e tecnologia.

### Era digital (2001-presente)
À medida que a convergência de radiodifusão e comunicações se torna plena, a MBC tornou sua subsidiária iMBC (internet MBC) uma corporação independente e buscou vários negócios relacionados à Internet. Além disso, iniciou a televisão a cabo (MBC Plus Media), a televisão por satélite e a nova transmissão da DMB. Em 2007, a MBC estabeleceu o centro de produção digital Ilsan Dream Center, que é equipado com instalações de produção de alta tecnologia. Em setembro de 2014, concluiu a construção de um novo edifício sede e mudou de Yoido para Sangam-dong, abrindo uma nova era da Sangam MBC.
Em 2001, a MBC lançou a transmissão de televisão via satélite e a cabo. Como parte dessa expansão, criou a MBC America, uma subsidiária sediada em Los Angeles, Estados Unidos, para distribuir sua programação nas Américas. Em 1 de agosto de 2008, a MBC America lançou a MBC-D, uma rede de televisão carregada nos subcanais digitais da KSCI-TV, KTSF-TV e WMBC-TV. O serviço foi planejado para ser lançado em Atlanta, Chicago, e Washington, D.C. até o final do ano. Na região nordeste da cidade de Atlanta, foi ao ar no canal 47.3 do WKTB-CD, mas a partir de 2011 está no canal 22.1 da WSKC-CD.
Em março de 2013, os desligamentos de computadores atingiram estações de televisão sul-coreanas, incluindo a MBC. O governo sul-coreano afirmou um elo norte-coreano nos ataques cibernéticos de março, que foram negados por Pyongyang.

## Canais de televisão

### Atual
| Logótipo | Canal         | Descrição | Fundação                         |
| -------- | ------------- | --- | -------------------------------- |
|          | MBC TV        | O principal canal da Munhwa Broadcasting Corporation. Notícias, esportes, entretenimento e drama. Foi lançado como HLAC-TV em 1969. Está disponível nacionalmente no canal 11, atualmente conhecido como HLKV-DTV. | 8 de agosto de 1969 (55 anos)    |
|          | MBC Dramanet  | Canal de drama e entretenimento, também conhecido como MBC Drama. Está disponível em provedores de cabo e satélite.                                                                                                | 2 de abril de 2001 (23 anos)     |
|          | MBC Sports+   | Canal de esportes, anteriormente conhecido como MBC Sports Channel e MBC ESPN. Está disponível em provedores de cabo e satélite.                                                                                   | 4 de abril de 2001 (23 anos)     |
|          | MBC Every 1   | Canal de entretenimento, anteriormente conhecido como MBC Movies. Está disponível em provedores de cabo e satélite.                                                                                                | 1 de fevereiro de 2003 (22 anos) |
|          | MBC M         | Canal de música, anteriormente conhecido como MBC Music. Está disponível em provedores de cabo e satélite. | 1 de fevereiro de 2012 (13 anos) |
|          | MBC Sports+ 2 | Canal de esportes. Está disponível em provedores de cabo e satélite. | 2016 (9 anos)                    |
|          | MBC On        | Canal de drama. Está disponível em provedores de cabo e satélite. | 2 de fevereiro de 2019 (6 anos)  |
|          | MBC Kids      | Canal de anime e infantil. Está disponível em provedores de cabo e satélite. | 2021 (4 anos)                    |
|          | Oh!K          | Canal de televisão do sudeste asiático, pertencente e operado pela WarnerMedia Asia Pacific, em colaboração com a emissora. Ele está disponível em todo o Sudeste Asiático.                                        | 20 de outubro de 2014 (10 anos)  |

### Antigo
| Logótipo | Canal     | Descrição | Fundação                        | Extinção                        |
| -------- | --------- | --- | ------------------------------- | ------------------------------- |
|          | MBCGame   | Esportes eletrônicos. Foi lançado em 2000 como LOOK TV, relançado em 2001 como um gembc. Foi fechado em 2012. | 1 de setembro de 2000 (24 anos) | 31 de janeiro de 2012 (13 anos) |
|          | MBC Life  | Canal documental para as culturas da vida. Foi lançado em 2005 e fechado em 2012.                             | 10 de outubro de 2005 (19 anos) | 31 de janeiro de 2012 (13 anos) |
|          | MBC QueeN | Canal voltado para o público feminino. Foi lançado em 2013 e fechado em 2016.                                 | 1 de janeiro de 2013 (12 anos)  | 27 de março de 2016 (8 anos)    |

## Estações de rádio
| Logótipo | Estação             | Descrição                                                                              | Canais | Fundação                                                                   |
| -------- | ------------------- | -------------------------------------------------------------------------------------- | ------ | -------------------------------------------------------------------------- |
|          | MBC Standard FM     | Notícias, atualidades, esportes e entretenimento. Foi lançado em 1961 como HLKV-AM.    | AM/FM  | 2 de dezembro de 1961 (63 anos) (AM) 15 de dezembro de 1987 (37 anos) (FM) |
|          | MBC FM4U (91.9 MHz) | K-pop, música pop, música clássica e entretenimento. Foi lançado em 1971 como HLKV-FM. | FM     | 19 de setembro de 1971 (53 anos)                                           |
|          | All That Music      | Canal de transmissão de áudio digital. Foi lançado em 2005 como Channel M.             |        | 1 de dezembro de 2005 (19 anos)                                            |

## Subsidiárias
- MBC Plus - divisão de televisão por assinatura.
- MBC C&I - divisão da empresa de produção.
- iMBC - divisão de internet.
- MBC Arts - divisão da visão artística.
- MBC Play Fee
- MBC Academy - divisão de treinamento e gestão.
- MBC America - subsidiária estadunidense.
- MBC Nanum
- MBC Europe - subsidiária européia.

## Sede da MBC

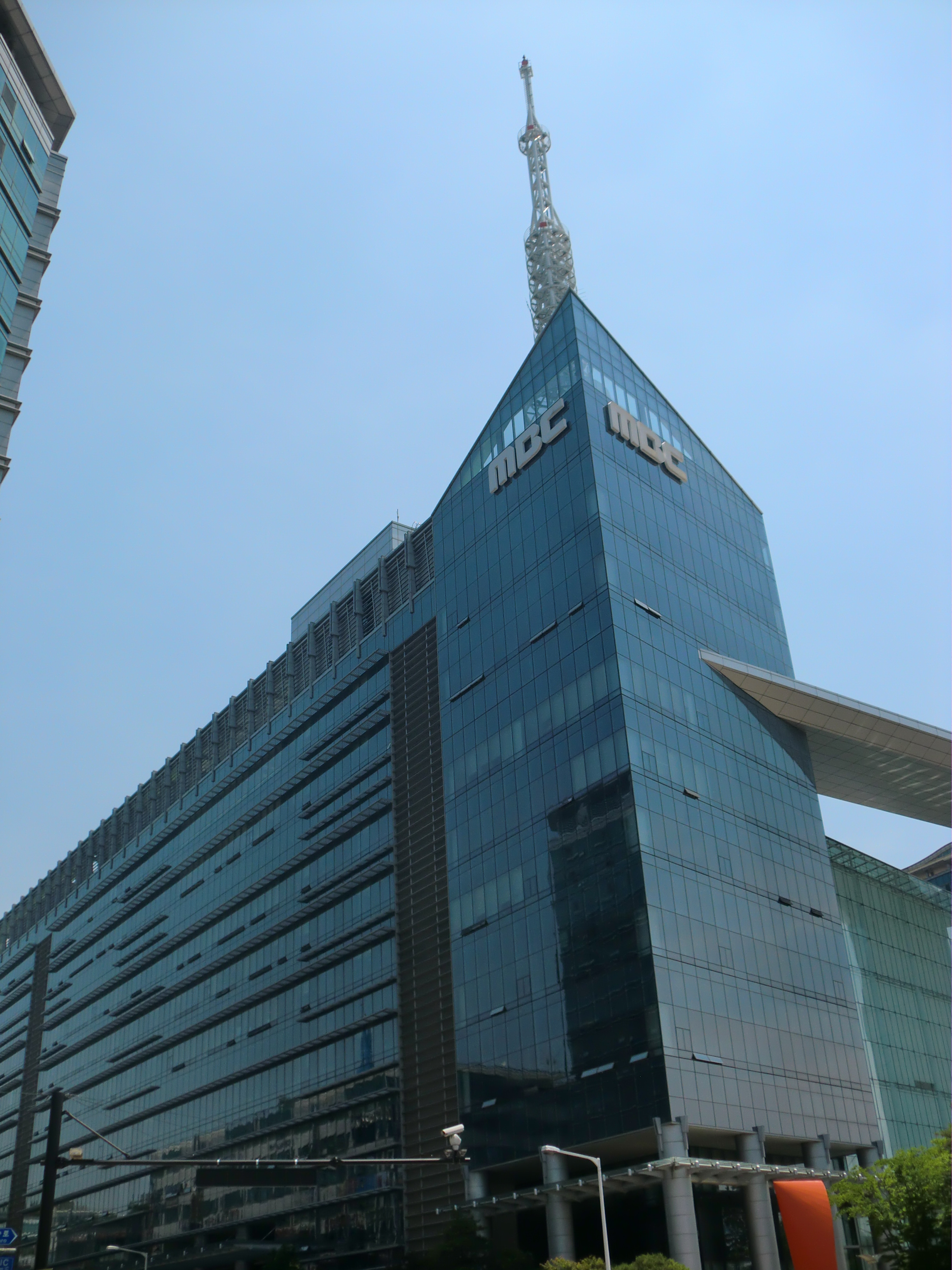
MBC Dream Centre localizada em Goyang, Gyeonggi-do (30 novembro 2007 - presente)
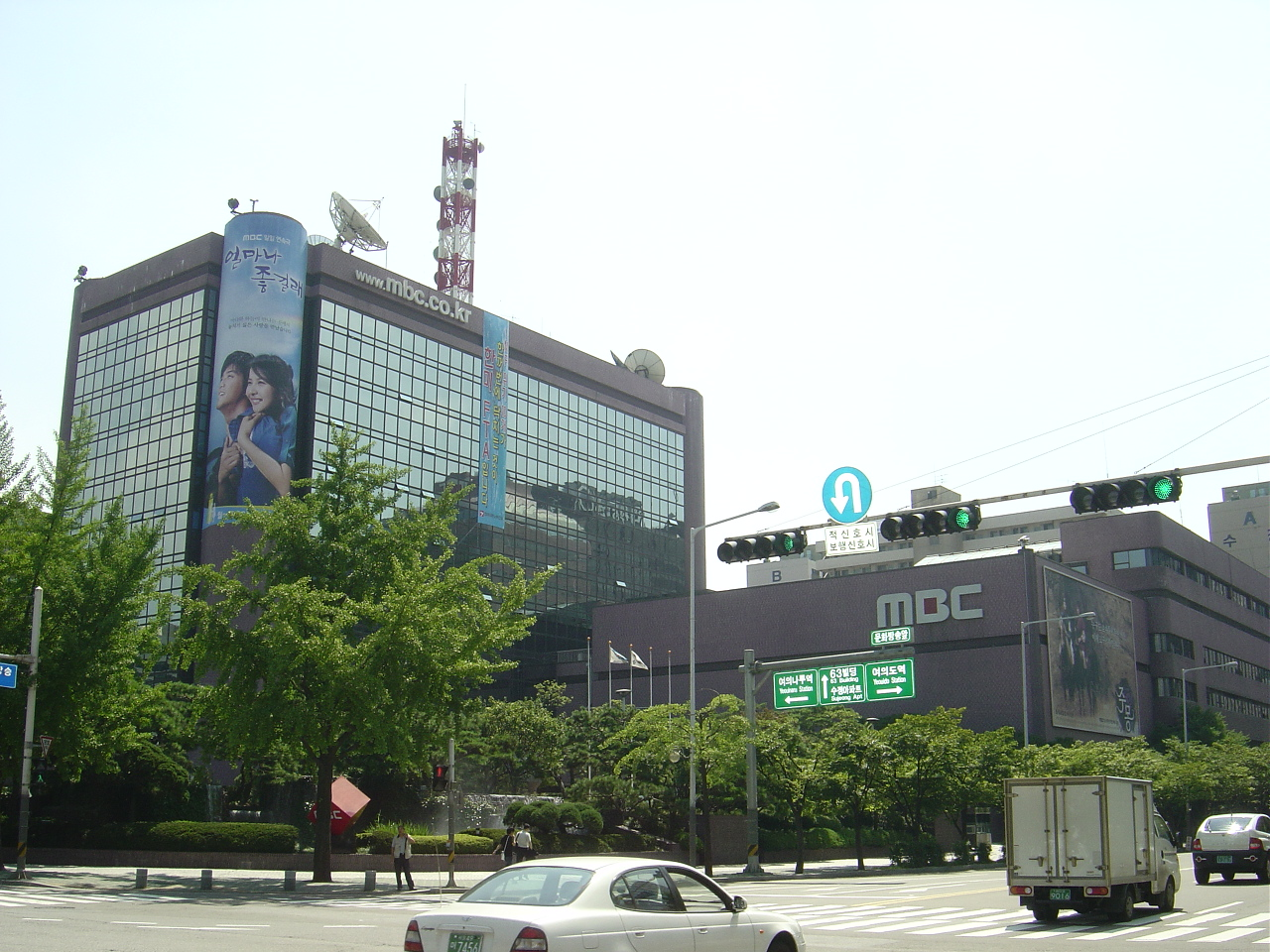
Antiga sede da MBC localizada em Yeouido (de 17 de fevereiro de 1982 a 3 de agosto de 2014)
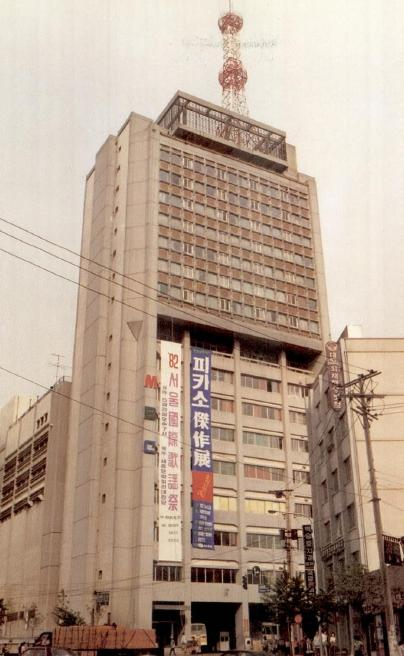
Antigo prédio da MBC localizado em Jeong-dong (de 8 de agosto de 1969 a 16 de fevereiro de 1982; agora usado por Kyunghyang Shinmun)